# مایک، مرغ بی‌سر
مایک، مرغ بی‌سر (به انگلیسی: Mike the Headless Chicken) یا معجزه مایک (به انگلیسی: Miracle Mike) (آوریل ۱۹۴۵ – مارس ۱۹۴۷) یک مرغ خانگی بدون سر بود که به مدت هجده ماه پس از بریده شدن سرش، همچنان به زندگی خود ادامه داد. مایک تا زمان مرگش در مارس ۱۹۴۷ به شهرت ملی دست یافت و هر ساله در ماه مه، «روز مایک بی سر» در فروتا، کلرادو برگزار می‌شود.

## سر بریدن
در ۱۰ سپتامبر ۱۹۴۵، لوید اولسن کشاورزی از فروتا، کلرادو، قصد داشت شام را با مادرزنش بخورد. او به درخواست همسرش به حیاط رفت تا مرغی را ذبح کرده و برای شام بیاورد. 
اولسن یک مرغ ویندوت پنج‌ماه و نیم به نام مایک را انتخاب کرد. هنگام ذبح، تبر قسمت اعظم سرش را برید اما سیاهرگ گردن او را باقی گذاشت. و تنها یک گوش و ساقه مغز را برید.
به دلیل تلاش ناموفق اولسن برای بریدن سر مایک، مرغ همچنان می‌توانست تعادل خود را روی صندلی حفظ کند و به طرز ناشیانه راه برود. وقتی مایک نمرد، اولسن تصمیم گرفت از پرنده مراقبت کند. مایک در دوران بی‌سری با آب و غذای مایعی تغذیه می‌شد که اولسون‌ها با قطره‌چکان مستقیماً به مری او می‌رساندند. کار حیاتی دیگری که آنها می‌کردند، تخلیه خلط از گلوی مرغ بود که با سرنگ انجام می‌دادند.